# Nance de Risco
Nance de Risco ist ein Corregimiento des Bezirks Almirante in der Provinz Bocas del Toro in Panama. Bei der Volkszählung im Jahr 2023 hatte es 1650 Einwohner. Das Corregimiento erstreckt sich über eine Fläche von 125,4 km².
Das Corregimiento wurde durch Gesetz Nr. 18 vom 26. Februar 2009 geschaffen.

## Bevölkerung
Die folgende Tabelle zeigt die Bevölkerung des Corregimientos Nance de Risco, wie es in den Volkszählungen 2010 und 2023 erfasst wurde.
| Jahr         | 2010 | 2023 |
| ------------ | ---- | ---- |
| Einwohner    | 1760 | 1650 |
| davon Männer | 904  | 817  |
| davon Frauen | 856  | 833  |

## Orte
Im Corregimiento Nance de Risco befinden sich folgende Orte:
- Bajo Gavilán
- Boca Chica
- Changuinola Arriba
- Charco La Pava No.2
- Comunidad Lazo
- Guayabal
- La Soledad del Riscó
- Nance del Riscó
- Punta Peña Blanca
- Valle El Rey